# Štěměchy
Štěměchy är en ort i Tjeckien.   Den ligger i regionen Vysočina, i den centrala delen av landet, 140 km sydost om huvudstaden Prag. Štěměchy ligger 614 meter över havet och antalet invånare är 300.
Terrängen runt Štěměchy är lite kuperad. Runt Štěměchy är det ganska glesbefolkat, med 43 invånare per kvadratkilometer. Närmaste större samhälle är Třebíč, 12,3 km öster om Štěměchy. I omgivningarna runt Štěměchy växer i huvudsak blandskog.